# Nu en contre-jour
Nu en contre-jour est un tableau réalisé par Albert Marquet en 1909-1910. Il représente son modèle debout, les mains dans le dos, marchant dos à une fenêtre. Ce  nu est conservée au musée des Beaux-Arts de Bordeaux.